# Reserva Ecológica Sierra y Cañón de Jimulco
La Reserva Ecológica Sierra y Cañón de Jimulco es una sierra y una reserva ecológica protegida localizada en el polígono sur del municipio de Torreón, Coahuila, México. La mayor elevación de la sierra es el Cerro El Centinela; también llamado “Cerro Las Nopaleras”, con 3146 metros sobre el nivel del mar. La Sierra de Jimulco es una sierra aislada; una isla del cielo, que se eleva sobre el desierto de Chihuahua.

## Historia
Las primeras poblaciones establecidas por los conquistadores en la Región Lagunera aparecieron a fines del siglo XVI, tales fueron Cuencamé, Mapimí y San Juan de Casta. Las dos primeras nacieron como minerales y San Juan de Casta como lugar de partida para evangelizar indígenas de las orillas del río Nazas y la Laguna de Mayrán.
El 27 de junio de 2003, el Ayuntamiento de Torreón decretó a la zona como “Reserva Ecológica Sierra y Cañón de Jimulco”, con una extensión de 60,000 hectáreas, con la finalidad de preservar la flora y fauna de esta zona, que se encontraban amenazadas. Su nombre proviene del náhuatl Xomolko, que significa "en el rincón".

## Geología
En el área se presenta un período de formación que data de las eras geológicas Cuaternaria y Cretácica inferior, estando conformada en su gran mayoría por rocas sedimentarias y suelos de origen aluvial.

## Biodiversidad

### Flora
En las partes bajas hay mezquites, huizaches, yucas, nopales, magueyes, cactus, lechuguillas, palmas y gobernadora.
En las partes altas de la Sierra de Jimulco podemos encontrar Pinos, Pinabetes, Encinos y Cedros. También Ahuehuete, Sauce, Jarilla, Jaboncillo, a lo largo del cauce del río Aguanaval. Y en las partes bajas se encuentra la Flor de Jimulco y la cactácea Peniocereus greggi, especies endémicas de la Zona.

### Fauna
Insectos: Ciempiés, Pinacate, Chapulín, Escorpión, Mariposa Jaspeada, Tarántula de Desierto, También se encuentran: Aphonopelma anax, Mariposa Citrina, Ácaro rojo de terciopelo, especies endémicas de la Zona.
Mamíferos: Venado cola blanca, Ardilla, Coyote, Zorro gris, Tejón, Gato montés, Murciélago, Jabalí, Puma y en diversas ocasiones se han visualizado Osos. También se encuentran el Cacomixtle y la recién descubierta nueva especie de Musaraña, especies endémicas de la Zona.
Aves: halcón, gavilán, águila, tordo, Cuervo, cardenal, calandria, codorniz, aura, Colibrí y el guajolote. A lo largo del cauce del río Aguanaval podemos encontrar: Pato, Ganso, Grulla, Garza, especies migratorias que visitan el lugar. También se encuentran: Chupasavia nuca roja, Chipe trepador, especies endémicas de la Zona.
Reptiles: Huico pinto del noreste, Serpiente Topera, Boa Constrictor.
Anfibios: en el cauce del río Aguanaval podemos encontrar Sapo de Desierto, Tortuga de Desierto, Tortuga de Pantano.
Peces: en el cauce del río Aguanaval podemos encontrar Bagre yaqui, Carpita texana, etc.
| Flora y Fauna de Torreón |                       |                 |                     |                  |  |
|                          |                       |                 |                     |                  |  |
| Zorro Gris               | Venado Cola Blanca    | Flor de Jimulco | Pino                | Águila           |  |
|                          |                       |                 |                     |                  |  |
| Halcón                   | Serpiente de Cascabel | Gavilán         | Tortuga de Desierto | Sapo de Desierto |  |
|                          |                       |                 |                     |                  |  |
| Pinabete                 | Puma                  | Carpita texana  | Mariposa Citrina    | Cedro            |  |

## Localidades
En La Reserva Ecológica Sierra y Cañón de Jimulco, se encuentran 8 ejidos los cuales son:
| Localidad            | Población |
| Juan Eugenio         | 1,821     |
| Jalisco              | 636       |
| Jimulco              | 280       |
| La Trinidad          | 296       |
| La Flor de Jimulco   | 665       |
| La Colonia           | 158       |
| El Pozo de Calvo     | 25        |
| Barreal de Guadalupe | 302       |

## Actividad turística
Debido a la promoción del Turismo de aventura y a la concientización sobre los recursos naturales de la Sierra de Jimulco, sus pobladores ofrecen actividades ecoturísticas como paseos y excursiones guiadas, renta de cabañas, cuatrimotos y caballos; productos locales como dulces, y artesanías; y alimentos típicos de la región.